# 田维新
田维新（1915年4月—2002年8月2日），原名田俊卿，山东省东阿县人。中华人民共和国政治人物。

## 生平
1937年10月，参加鲁西北地区范筑先抗日部队。1939年3月，任山西上党地区抗大一分校学员班长、山西五专区保九团三连工作员、二连政治指导员。1939年4月，加入中国共产党。1940年6月，任山西青年抗敌决死队第三纵队游击支队政治主任。1941年1月起任太行军区第三军分区祈县独立营政治委员。1943年3月起任军分区政治部敌工科科长兼站长，1944年7月起任政治部组织科科长。1945年8月，任太行军区野战第三支队政治部代主任。第二次国共内战时期，1945年11月起，任晋冀鲁豫军区第三纵队八旅二十二团政治委员。1946年5月，任泊头市卫戍司令部司令员。1947年11月，起任旅政治部副主任。1949年3月，任中国人民解放军第二野战军第十一军三十二师政治部主任。
中华人民共和国成立后，1949年12月至1950年8月，任川东军区大竹军分区政治部主任，1950年8月至1951年2月，任大竹军分区副政治委员兼政治部主任。1951年2月至1954年6月，任陆军师政治委员。1954年6月至1955年10月，任陆军军政治部副主任，1955年10月至1961年4月任军政治部主任，后任军副政治委员兼政治部主任、副政治委员。1964年3月至1969年8月，任沈阳军区政治部副主任。1964年4月，晋升为少将军衔。曾获二级独立自由勋章、二级解放勋章。1988年7月被授予中国人民解放军独立功勋荣誉章。1969年8月至10月，任沈阳军区副政治委员，其间：1964年10月至1969年4月任军区监察委员会副书记，1968年9月起任军区党委常委。1969年10月至1974年3月、1974年12月至1977年10月，任解放军总政治部副主任，历任总政治部临时党委副书记、直属党委书记。2002年8月2日在北京逝世。